# 太原锣鼓
太原锣鼓，是中华人民共和国山西省太原市当地的一个锣鼓文化。为第二批国家级非物质文化遗产扩展项目。

## 特点
太原锣鼓起源于当地民间社火。相传为947年前后，后汉高祖刘知远的御妹居住在太原小店区古寨村，每当皇姑出门时，村民们便敲锣打鼓迎来送往。之后广泛适用于各类喜庆活动与节日。
太原锣鼓所使用的乐器有大、小乐器组之分，大乐器组（粗锣鼓）有大鼓、大铙和大钹等，小乐器组（细锣鼓）有战鼓、二钹、铰子、马锣、小锣等。太原锣鼓中的铙钹演奏有“铙钹演奏十八法”，包括平击、错击、扬击、挽击、云击、抱击、轮击、挥击、扣击、抛击、踢击、缠击、闷击、合击、磨击、磕击、展击、组击等。
太原锣鼓的表演形式主要有合奏和对奏等。根据表演场合的不同又有路行表演、列阵表演、彩车表演、龙舟表演和舞台表演等。其表演时常由两个锣鼓队摆成对抗之势表演，仿佛两军对垒，演奏时间有时长达数小时之久，此风俗在今太原街头依可见。在山西有“绛州鼓、威风锣、云胜小镲甲天下，太原街头耍大钹”的称号，分别指绛州鼓乐、威风锣鼓、云胜锣鼓、太原锣鼓的特点。其代表曲牌有《单一二五》、《双一二五》、《农一二五》、《狗相咬》、《双五》、《迎宾曲》等。